# Arundinaria matsunoi
Arundinaria matsunoi är en gräsart som beskrevs av Tomitaro Makino. Arundinaria matsunoi ingår i släktet Arundinaria och familjen gräs. Inga underarter finns listade i Catalogue of Life.